# Xarxa en malla

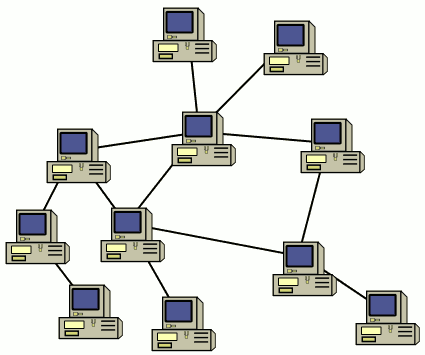
Xarxa en malla

Una xarxa de malla és una topologia de xarxa d'àrea local en la qual els nodes d'infraestructura (és a dir, ponts, commutadors i altres dispositius d'infraestructura) es connecten directament, dinàmicament i no jeràrquicament a tants altres nodes com sigui possible i cooperen entre ells per encaminar les dades de manera eficient a i dels clients.
Aquesta manca de dependència d'un node permet que cada node participi en la retransmissió d'informació. Les xarxes de malla s'autoorganitzen i s'autoconfiguren de manera dinàmica, cosa que pot reduir la sobrecàrrega d'instal·lació. La capacitat d'autoconfigurció permet la distribució dinàmica de les càrregues de treball, especialment en el cas que alguns nodes fallin. Això al seu torn contribueix a la tolerància a errors i a reduir els costos de manteniment.
La topologia de malla es pot contrastar amb les topologies de xarxa local d'estrella / arbre convencionals en què els ponts/interruptors estan directament vinculats només a un petit subconjunt d'altres ponts/interruptors, i els enllaços entre aquests veïns d'infraestructura són jeràrquics. Tot i que les topologies d'estrella i arbre estan molt ben establertes, altament estandarditzades i neutrals per a proveïdors, els proveïdors de dispositius de xarxa de malla encara no s'han posat d'acord en estàndards comuns i la interoperabilitat entre dispositius de diferents proveïdors encara no està assegurada.